# Джелал Шенгер
Алі Мехмет Джелал Шенгер (тур. Ali Mehmet Celâl Şengör; нар. 24 березня 1955) — турецький геолог. Він є почесним професором кафедри геологічної інженерії Стамбульського технічного університету.
Шенгер є (іноземним) членом Американського філософського товариства, Європейської Академії (1990), Національної академії наук США (2000), Російської академії наук, Сербської академії наук і мистецтв Національної академії деї Лінчеї (2023) та Баварської академії наук (2024). Він є лауреатом медалі Густава Штайнманна — найвищої відзнаки Німецького геологічного товариства (нім. Geologische Vereinigung e.V.).

## Особисте життя
Джелал Шенгер народився 24 березня 1955 року в Стамбулі в родині мухаджирів з Румелії. Після закінчення Роберт Коледжу він здобув ступені бакалавра (1978), магістра (1979) та доктора філософії (PhD) (1982) в Університеті штату Нью-Йорк в Олбані. Щотижня він веде науково-популярну колонку в лівоцентристській щоденній газеті Cumhuriyet. Одружений, має сина. У Шенгера діагностовано синдром Аспергера.

## Суперечності
Шенгер відкрито підтримує турецьку армію та військовий переворот 1980 року в Туреччині. У резонансному інтерв'ю, опублікованому на сайті газети Radikal, Шенгер стверджував, що основною причиною політичних проблем Туреччини є відсутність аристократичного класу, який би вів суспільство у культурному житті та політиці. На думку Шенгера, турецькі військові є єдиним елітним класом у суспільстві, а їхня освіченість та витонченість роблять їх кваліфікованими для правління. Найбільш суперечливою стала його беззастережна підтримка всієї політики військового режиму 1980–1982 років у Туреччині, коли він заявив, що примусове годування екскрементами не слід вважати тортурами. Однак пізніше у своїй заяві він уточнив, що це не вважатиметься тортурами, оскільки не було тривалою дією. Згодом Шенгер вибачився за свої висловлювання, заявивши, що його неправильно зрозуміли.
В іншому інтерв'ю Шенгер заявив, що віддає перевагу монархії перед республікою чи демократією, особливо в питаннях незалежності судової влади та боротьби з корупцією. У цьому ж інтерв'ю, посилаючись на Платона щодо ідеальної політичної системи, він виступив за правління освіченої еліти на противагу правлінню простих людей.

## Визнання
У 1988 році він отримав почесний докторський ступінь Невшательського університету. У 2012 році став іноземним членом Німецької академії наук Леопольдина.

### Скам'янілості, названі на честь Шенгера
- Sengoerina argandi ALTINER, 1999: Altıner, D., 1999, Sengoerina argandi, n. gen., n. sp., and its position in the evolution of Late Permian biseriamminid foraminifers: Micropaleontology, v. 45, pp. 215–22.[29]
- Dicapnuchosphaera sengori TEKİN, 1999: Tekin, U. K., 1999, Biostratigraphy and Systematics of Late Middle to Late Triassic Radiolarians from the Taurus Mountains and Ankara Region, Turkey: Geologisch-Paläontologische Mitteilungen Innsbruck, Sonderband 5, pp. 296 (див. с. 75 та табл. 5, рис. 3-6).[30]
- Sengoerichthys ottoman JANVIER, CLÉMENT and CLOUTIER, 2007: Janvier, P., Clément, G. and Cloutier, R., 2007, A primitive megalichthyid fish (Sarcopterygii, Tetrapodomorpha) from the Upper Devonian of Turkey and its biogeographical implications: Geodiversitas, v. 29, pp. 249–268.[31]

## Публікації

### Книги
- 1982 (з А. Міяшіро та К. Акі) Orogeny (Орогенез): J. Wiley & Sons, Chichester, 242 с.[32]
- 1984 The Cimmeride Orogenic System and the Tectonics of Eurasia (Кіммерійська орогенна система та тектоніка Євразії): Geological Society of America Special Paper 195, xi+82 с.[33]
- 1989 (Редактор). Tectonic Evolution of the Tethyan Region (Тектонічна еволюція регіону Тетіс): Kluwer Academic Publishers, Dordrecht.[34]
- 1990 (Співредактор з Дж.Ф. Дьюї, Іеном Г. Гассом, Г.Б. Каррі та Н.Б.У. Гаррісом) Allochthonous Terranes (Алохтонні террейни): Phil. Trans. Roy. Soc. London, т. 331, с. 455–647.[35]
- 1992 Plate Tectonics and Orogeny - A Tethyan Perspective (Тектоніка плит та орогенез – погляд з позиції Тетіса): Fu Dan University Press, Шанхай, 4 +2 + 182 с. (китайською мовою; ця книга є комбінованим перекладом пунктів 88 та 97 розділу «Статті» з передмовою, доданою 6 липня 1991 р.)[36]
- 1998 (з Н. Гьорюром, А. Окаєм, Н. Озгюлем, О. Тюйсузом, М. Сакинчем, Р. Аккьоком, Е., Їгітбашем, Т. Генчем, С. Орченом, Т. Ерджаном, Б. Акюреком, Ф. Шароглу) Türkiye'nin Triyas-Miyosen Paleocoğrafya Atlası, редактор: Наджі Гьорюр (Палеогеографічний атлас Туреччини від тріасу до міоцену, редактор Наджі Гьорюр): İstanbul Teknik Üniversitesi, Maden Fakültesi, Jeoloji Mühendisliği Bölümü, Genel Jeoloji Anabilim Dalı TÜBİTAK—Global Tektonik Araştırma Ünitesi ve Maden Tetkik ve Arama Genel Müdürlüğü, Jeoloji Etütleri Dairesi, Анкара, [IV]+41с.+30 с. карт та розрізів, видовжений формат «слон».[37]
- 2001 Is the Present the Key to the Past or the Past the Key to the Present? James Hutton and Adam Smith versus Abraham Gottlob Werner and Karl Marx in Interpreting History (Чи є сьогодення ключем до минулого, чи минуле ключем до сьогодення? Джеймс Гаттон та Адам Сміт проти Абрагама Готтлоба Вернера та Карла Маркса в інтерпретації історії): Geological Society of America Special Paper 355, x+51 с.[38]
- 2001 (з К. Ле Пішоном та Е. Демірбагом) Marine Atlas of the Sea of Marmara (Turkey) (Морський атлас Мармурового моря (Туреччина)): IFREMER, Париж, 13 с. пояснювального тексту, 11 розкладних карт.[39]
- 2003 The Large Wavelength Deformations of the Lithosphere: Materials for a history of the evolution of thought from the earliest times to plate tectonics (Великомасштабні деформації літосфери: Матеріали до історії еволюції думки від найдавніших часів до тектоніки плит): Geological Society of America Memoir 196, xvii+347 с.+ 3 розкладні пластини в кишені[40]
- 2004 Yaşamın Evrimi Fikrinin Darwin Dönemi Sonuna Kadarki Tarihi (Історія ідеї еволюції життя до кінця періоду Дарвіна): İTÜ Yayınevi, Стамбул, 187 с.[41]
- 2005 Une Autre Histoire de la Tectonique: Leçons Inaugurales du Collège de France (Інша історія тектоніки: Вступні лекції Колеж де Франс): Fayard, Париж, 79 с.[42]
- 2006 99 Sayfada İstanbul Depremi (Стамбульський землетрус на 99 сторінках): İş Bankası Kültür Yayınları, Стамбул, 99 с.[43]
- 2009 (з С. Атайманом) The Permian Extinction and the Tethys: An Exercise in Global Geology (Пермське вимирання та Тетіс: Вправа з глобальної геології): Geological Society of America Special Paper 448, x+96 с.[44]
- 2009 Globale Geologie und ihr Einfluss auf das Denken von Eduard Suess Der Katastrophismus Uniformitarianismus-Streit (Глобальна геологія та її вплив на мислення Едуарда Зюсса. Суперечка між катастрофізмом та уніформізмом): Scripta Geo-Historica, т. 2, 181 с.[45]
- 2009 (з Б. А. Наталіним) Рифты Мира (учебно-справочное пособие): Геокарт, Москва, 187 с. (російський переклад пункту 166 нижче плюс передмова)